# Кормильцев, Евгений Валерьевич
Евге́ний Вале́рьевич Корми́льцев (21 мая 1966, Свердловск) — советский и российский поэт и музыкант. Автор текстов песен для групп «Биробиджанский музтрест», «Апрельский марш», «Инсаров», «Banga Jazz» и Насти Полевой. Младший брат Ильи Кормильцева.

## Биография
В 1985 году, будучи студентом, совместно с Игорем Гришенковым в Свердловске создал рок-группу «Апрельский марш», игравшую психоделический и арт-рок и имевшую соответствующие тексты, автором которых был Евгений. Хотя «Апрельский марш» добился некоторой популярности, Евгений Кормильцев полагал, что полноценно развиваться группа может только в условиях музыкального андеграунда.
С конца 1980-х Евгений Кормильцев также пишет тексты песен для группы «Настя». В 2001 году он участвовал в записи сольного альбома Олега Сакмарова «Химический ангел». C 2005 года по настоящее время Евгений Кормильцев вместе с Игнатом Кормильцевым играют электронную музыку в составе группы «nim_b». Записано несколько альбомов.

## Дискография
С группой «Биробиджанский музтрест» (поэт)

- 1986 — Биробиджанский музтрест-II

С группой «Апрельский марш» (поэт)

- 1986 — АМ-I
- 1987 — Музыка для детей и инвалидов
- 1989 — Голоса
- 1990 — Звезда полынь
- 1994 — Сержант Бертран

С группой «Настя» (поэт)
- 1989 — Ноа-Ноа
- 1993 — Невеста

С группой «Инсаров» (поэт)
- 1991 — Бритва
- 1996 — Другие города

С группой «Nim_b» (музыкант)
- 2010 — Kholod Sessions